# 8048 Andrle
8048 Andrle eller 1995 DB1 är en asteroid i huvudbältet som upptäcktes den 22 februari 1995 av de båda tjeckiska astronomerna Miloš Tichý och Zdeněk Moravec vid Kleť-observatoriet. Den är uppkallad efter den tjeckiska astronomen Pavel Andrle.
Asteroiden har en diameter på ungefär 11 kilometer och den tillhör asteroidgruppen Eos.